# Nicolas de Buisseret
Pour les articles homonymes, voir Buisseret.
 Nicolas Joseph, baron de Buisseret, né à Bruxelles le 29 octobre 1780 et mort dans cette même ville le 9 mars 1855, est un homme politique belge francophone de tendance libérale.

## Biographie
Nicolas de Buisseret est commerçant. En 1851, il succède à Jacques Coghen comme sénateur libéral du district de Nivelles ; Coghen le remplace en 1855,,.
Il était membre du conseil général des hospices de Bruxelles.
Le 12 mars 1855, il est inhumé au cimetière de Laeken.